# 3XN

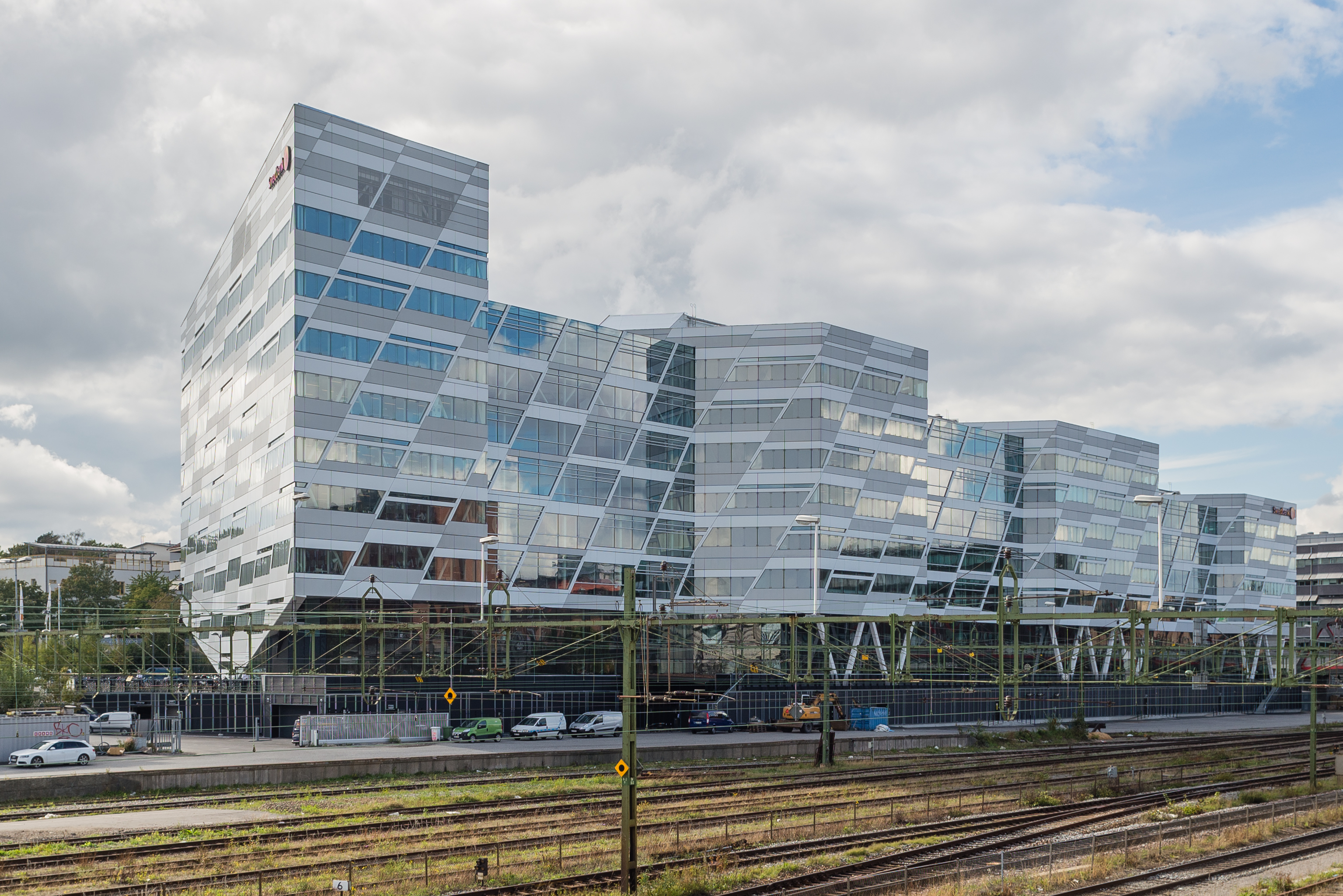
Fastigheten Cirkusängen 6, Sundbyberg

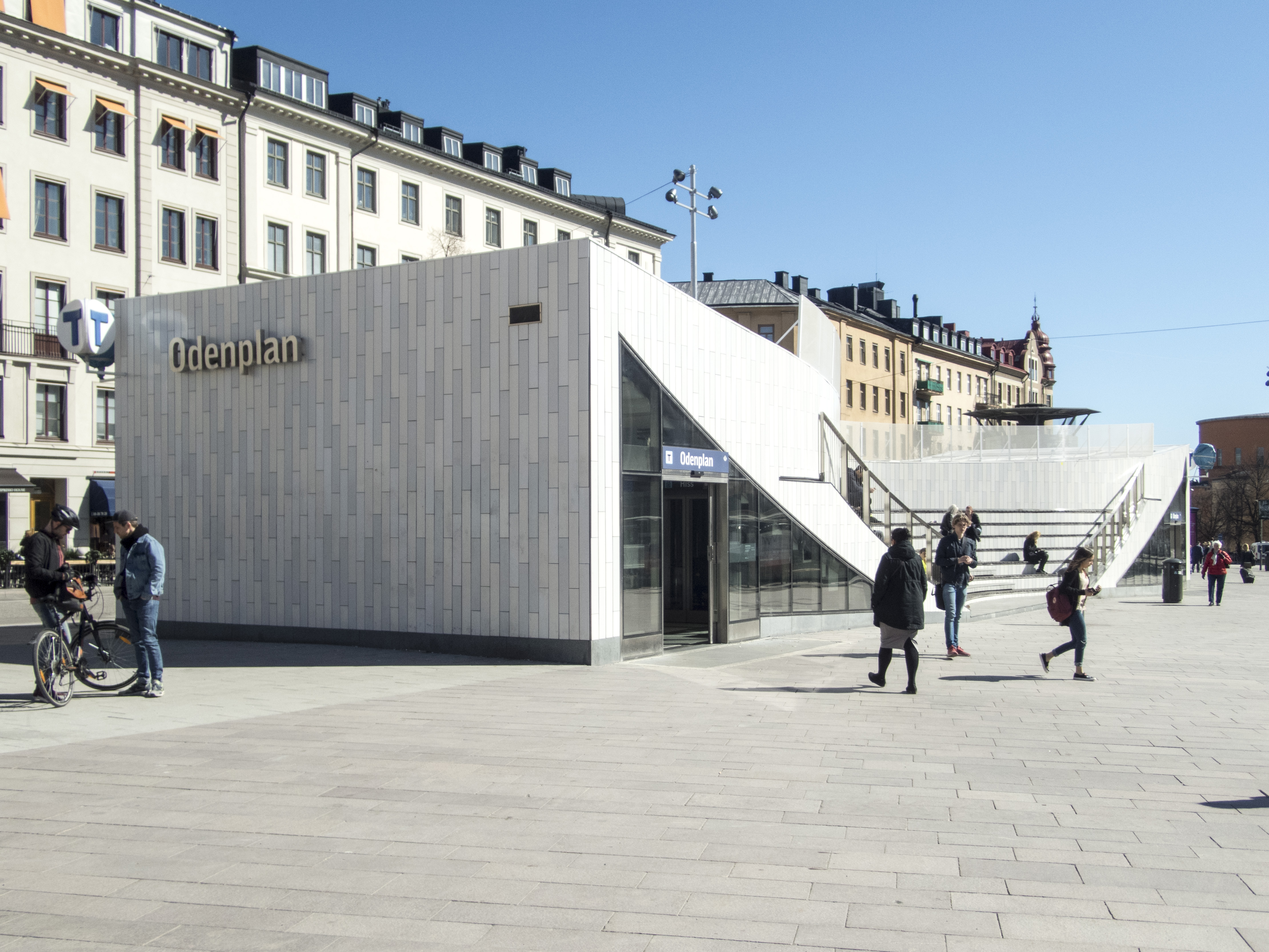
Nedgång till Odenplans station

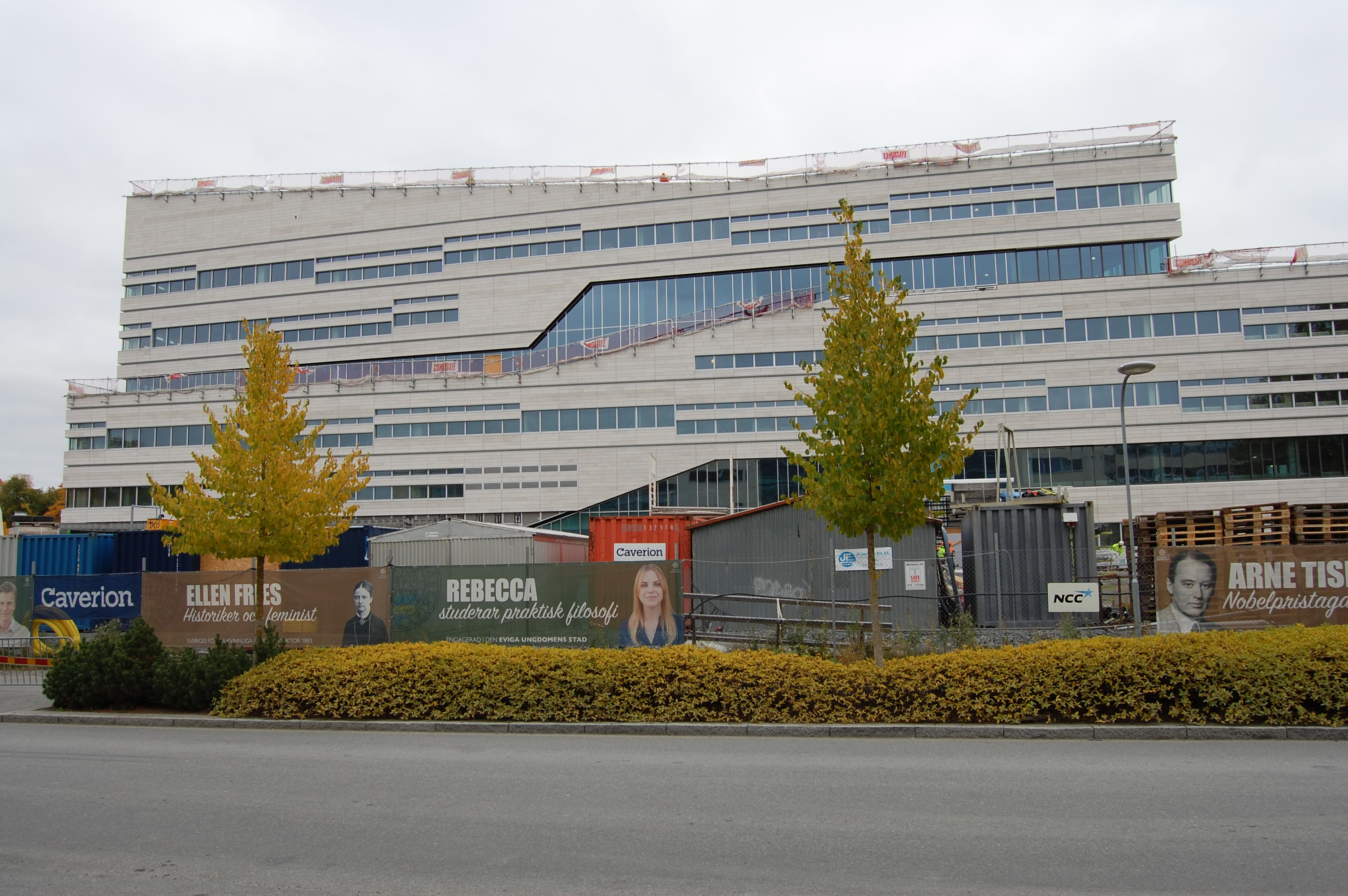
Segerstedthuset 2016

3XN är en dansk arkitektbyrå med huvudkontor i Köpenhamn.
Företaget grundades i Århus 1986 som Nielsen, Nielsen & Nielsen och blev senare 3 X Nielsen. Grundare var Kim Herforth Nielsen, Lars Frank Nielsen och Hans Peter Svendler Nielsen. Det internationella genombrottet kom i slutet av 1990-talet med Danmarks nya ambassad i Berlin som ingår i De nordiska ambassaderna i Berlin.

## Verk i urval
- Bayer Schering Pharmas nya huvudkontor i Berlin
- ett nytt landmärke för hotell och konferens vid kongresscentret Bella Center i Köpenhamn
- det nya Museum of Liverpool
- hus i den nya stadsdelen Vällingby parkstad i Råcksta, Stockholm
- Cirkusängen 6 i Sundbyberg
- Ny järnvägsstation på Citybanan vid Odenplan, Stockholm
- Hotell- och stationsbyggnad vid Vasagatan i Stockholm
- Odenplan (pendeltågsstation)
- Segerstedthuset, Uppsala
- Buen kulturhus, kulturhus i Mandal i Norge, 2012
- Forskaren (byggnad), kontorsfastighet i Hagastaden i Stockholm och Solna, 2024